# Île de Guior
L'Île de Guior (ou Île de Niodior) est une île du Sénégal située dans le Sine-Saloum, face à la pointe de Sangomar. Elle constitue le sud-ouest de l'archipel  des îles du Gandoul et est séparée des îles voisines au nord et à l'est par deux bolongs bordés de mangroves, le Bôlon Saka et le Bôlon Diogane.
La végétation comprend notamment des mangroves, palmiers et baobabs.
Les localités les plus importantes sont Niodior et Dionewar. Une étude de 2006 évalue la population des deux villages à respectivement 5 517 et 3 953 personnes. Les habitants locaux font partie d'un sous-groupe ethnique des Sérères.